# Charles Winslow
Charles Lyndhurst Winslow (1. srpna 1888 Queenstown – 15. září 1963 Johannesburg) byl jihoafrický tenista, dvojnásobný olympijský vítěz.
Hrál závodně od roku 1907, vyhrál ve dvouhře mistrovství Transvaalu 1909, mistrovství Natalu 1910 a mistrovství Jižní Afriky 1914. V roce 1912 se stali spolu s Haroldem Kitsonem finalisty čtyřhry na pařížském World Hard Court Championships. Na olympijských hrách 1912 se Winslow a Kitson utkali ve finále dvouhry, v němž vyhrál Winslow, a společně zvítězili ve čtyřhře. Po válce na olympiádě 1920 získal Winslow ve dvouhře bronzovou medaili. Ve stejném roce startoval ve Wimbledonu, kde ve dvouhře vypadl ve druhém kole a ve čtyřhře spolu s Louisem Raymondem postoupili do osmifinále. Odehrál také tři zápasy, z toho dva vítězné, za jihoafrický daviscupový tým. Hráčskou kariéru ukončil v roce 1925.
Jeho otec Lyndhurst Winslow i syn Paul Winslow byli úspěšnými hráči kriketu.